# Эухарис
Эухарис (ранее также эвхарис; лат. Eucharis) — род луковичных растений семейства Амариллисовые, содержащий, по данным сайта The Plant List, около 20 видов.
В природе эухарис встречается в затененном нижнем ярусе влажных лесов Центральной и Южной Америки от Гватемалы до Боливии. Район наибольшего разнообразия видов — восточные склоны Анд Колумбии и западная Амазония, отсюда другое название амазонская лилия. В первой половине XIX века растение было завезено в Европу и быстро распространилось в садовой и комнатной культуре.

## Внешний вид
Из-за способности к вегетативному размножению в природе редко встречается одиночно. Диаметр отдельной луковицы эухариса составляет 2—6 см. Широкие ланцетовидные листья, сидящие на длинных толстых черешках, достигают 55 см в длину и 20 в ширину. Единовременно каждое растение имеет только 2—4 листа.
Цветение эухариса в большей степени зависит от внешних условий, чем от сезона, и, как правило, приходится на август-сентябрь. Крупные белые цветы, напоминающие нарциссы, в количестве трёх—десяти штук собраны в зонтиковидное соцветие на конце высокого, до 80 см длиной, цветоноса. Окраска короны цветка, которую образуют разросшиеся основания тычиночных нитей, у разных видов различается и варьирует от зелёного до жёлтого. Цветы имеют приятный запах. Плод эухариса — кожистая трёхчленная коробочка.

## Классификация
В разное время выделялось от 10 до более чем двадцати видов эухариса. В природе они легко образуют гибриды друг с другом, что затрудняет классификацию. Известны также гибриды эухариса с близкородственными родами амариллисовых. В комнатной культуре широко распространён Эухарис крупноцветковый, выведен ряд его сортов.
Eucharis amazonica

Eucharis bakeriana

Eucharis bouchei

Eucharis candida

Eucharis grandiflora

Eucharis lowii

Eucharis mastersii

Eucharis sanderi

Eucharis subedentata

Eucharis astrophiala

Eucharis bonplandii

Eucharis bouchei

Eucharis castelnaeana

Eucharis caucana

Eucharis corynandra

Eucharis cyaneosperma

Eucharis formosa

Eucharis lehmanii

Eucharis moorei

Eucharis oxyandra

Eucharis plicata

Eucharis sanderi

Eucharis ulei

## Комнатная культура
Благодаря красивым цветам и легкости размножения эухарис является популярным декоративным растением. В странах Южной Европы он выращивается в открытом грунте, в районах с более холодным климатом — в оранжереях и комнатной культуре.
Луковицы эухариса высаживаются на небольшую глубину в питательный, хорошо дренируемый грунт. Будучи растением нижнего лесного яруса, эухарис нуждается в рассеянном, но достаточно ярком свете, прямые солнечные лучи переносит плохо. Для нормального развития, цветения и размножения требует регулярного полива и подкормки. Оптимальная дневная температура для эухариса — 20-25 градусов, ночная — 15-18. При правильном уходе и сочетании периодов относительно обильного и более умеренного полива эухарис цветет до трех раз в год: поздним летом, зимой и ранней весной.
В комнатной культуре размножается в основном дочерними луковицами.